# کامنکا (شهرستان مزنسکی، استان آرخانگلسک)
کامنکا (به لاتین: Kamenka) یک منطقهٔ مسکونی در روسیه است که در استان آرخانگلسک واقع شده‌است.